# Pilosana pallidipes
Pilosana pallidipes är en insektsart som beskrevs av Carl Stål 1862. Pilosana pallidipes ingår i släktet Pilosana och familjen dvärgstritar. Inga underarter finns listade i Catalogue of Life.